# Pilsbryspira
Pilsbryspira là một chi ốc biển, là động vật thân mềm chân bụng sống ở biển trong họ Turridae.

## Các loài
Các loài thuộc chi Pilsbryspira bao gồm:
- Pilsbryspira albiguttata (Pilsbry, 1904)[2]
- Pilsbryspira albinodata (Reeve, 1846)[3]
- Pilsbryspira albocincta (C. B. Adams, 1845)[4]
- Pilsbryspira albomaculata (Orbigny, 1842)[5]
- Pilsbryspira amathea (Dall, 1919)[6]
- Pilsbryspira arsinoe (Dall, 1919)[7]
- Pilsbryspira aterrima (Sowerby I, 1834)[8]
- Pilsbryspira atramentosa (Smith E. A., 1882)[9]
- Pilsbryspira auberti (Lamy, 1934)[10]
- Pilsbryspira aureonodosa (Pilsbry & Lowe, 1932)[11]
- Pilsbryspira bacchia (Dall, 1919)[12]
- Pilsbryspira collaris (Sowerby I, 1834)[13]
- Pilsbryspira flucki (Brown & Pilsbry, 1913)[14]
- Pilsbryspira garciacubasi Shasky, 1971[15]
- Pilsbryspira jayana (Adams C. B., 1850)[16]
- Pilsbryspira kandai (Kuroda, 1950)[17]
- Pilsbryspira leucocyma (Dall, 1884)[18]
- Pilsbryspira loxospira (Pilsbry & Lowe, 1932)[19]
- Pilsbryspira melchersi (Menke, 1852)[20]
- Pilsbryspira monilis (Bartsch & Rehder, 1939)[21]
- Pilsbryspira nodata (C. B. Adams, 1850)[22]
- Pilsbryspira nymphia (Pilsbry & Lowe, 1932)[23]
- Pilsbryspira umbrosa (Melvill, 1923)[24]
- Pilsbryspira zebroides (Weinkauff & Kobelt, 1876)[25]